# Billy S.
Billy S. è il primo singolo della cantante canadese Skye Sweetnam, pubblicato l'8 luglio 2003 dall'etichetta discografica Capitol.
Il brano è stato scritto da Cafaro, Konicek, Valentine, e dalla stessa Sweetnam ed è stato inserito, successivamente alla sua pubblicazione, nell'album d'esordio dell'artista, Noise from the Basement. Il brano è stato inserito nella colonna sonora del film di Clare Kilner How to Deal.
Il singolo contiene anche la traccia Wild World come b-side.

## Tracce
1. Billy S. - 2:16
2. Wild World

## Classifiche
| Classifica (2003) | Posizione raggiunta |
| ----------------- | ------------------- |
| Belgio (Fiandre)  | 53                  |
| Francia           | 92                  |